# تلتسی
تلتسی (به چکی: Telecí) یک منطقهٔ مسکونی در جمهوری چک است که در ناحیه سویتاوی واقع شده‌است. تلتسی ۱۲٫۶۱ کیلومتر مربع مساحت و ۴۱۵ نفر جمعیت دارد و ۵۷۸ متر بالاتر از سطح دریا واقع شده‌است.